# دنفنی آواز
دنفنی آواز (انگلیسی: Dnevni avaz) شرکت رسانه‌ای بوسنیایی است، که در سال ۱۹۹۳ تأسیس شد.